# 第7の男
『第7の男』（だいななのおとこ）は、1964年10月27日から1965年1月19日まで放送された日本のテレビドラマ。

## 概要
本作はフジテレビ・東北新社の製作で放送時間（JST）は毎週火曜20:00 - 20:56。全15話が制作されたものの、当時実際に放送されたのは13話だという（後述）。
主演は今井健二。今でこそ悪役として名高い今井であるが、当初は二枚目スターの候補であった。その脚の長さなどを生かして、アクションなどをこなした作品であり、本人の役柄は善人である。
オープニングの最後に「こゝに登場する物語 場所 並びに人物はすべて創作である」という文が表示されており、「このドラマはフィクションです」に相当する文の表示が確認された最初のテレビドラマである。この種の文の表示は1972年に放送された『超人バロム・1』が最初であると長らく信じられていたが、それに8年先立つものである。フィルム原版が長らく所在不明だったとのことで、2009年に発見された。
「フィクションである」という掲示は、1961年（昭和36年）に三島由紀夫『宴のあと』がプライバシー侵害で裁判となり普及した。初出は『中央公論』の『宴のあと』連載最終回で「実在の人物とまぎらわしい面があり、ご迷惑をかけたむきもあるようですが、作品中の登場人物の行動、性格などは、すべてフィクションで、実在の人物とは何ら関係ありません」という“ただし書き”を掲載したものと思われる。

## あらすじ
葵紳太郎（今井健二）と、その助手である雨宮早智子（三瀬滋子）が、その時々に生じる事件を解決していく、アクションドラマである。
なお、主人公の一人である葵紳太郎は、第一話ではテレビのコメンテーターを務めていた（導入部の画面には当時のフジテレビ河田町局舎も映る）が、周囲からは先生と呼ばれていたこと、第二話では助手に対し「コラムニストのアシスタントとして働くのは嫌かい」と発言していることから、コラムニストでありながら、コメンテーターなども副業として勤めている様子がうかがえた。しかし、第三話で葵自身が事件の容疑者として浮上した際、輪転機のシーンでコラムニストの文字が躍っていたことから、本職はコラムニストといえる。にもかかわらず、その第三話の冒頭では、ICPOの捜査協力で香港から帰国したばかり、などと語るなど、さながら探偵家の様相を呈している。また、警視庁や新聞記者、情報屋ともコネクションがある。事務室にはベッドがしつらえてあり、自宅と兼用している。

## 劇用車
番組の劇用車には、主にフォードの車両が使用されている。オープニングの高速を走行する車だけでなく、スタッフロールでもフォードのロゴが入る。劇中では、例えば犯人の車の特徴としてフォード車（具体的な車種名も挙げている）などと言ったり、移動手段にも同車が使われている。また、この時代は日本車はもとより自動車自体が圧倒的に少なかったために外国車が多く、登場する車も左ハンドルの車がほとんどであった。

## メインキャスト
- 葵紳太郎：今井健二
- 雨宮早智子：三瀬滋子
- 島田警部（警視庁）：武藤英司
- 山崎洋

## ゲスト
- 吉田精弥
- 細川俊夫
- 浜村純
- 岡部健
- 森幹太
- 田代百合子
- 高城淳一
- 永井秀明
- 鮎川浩
- 野沢那智
- 土方弘
- 中村哲
- 増田順司
- 太宰久雄
- 関登美雄
- 深江章喜
- 睦五郎
- 北見治一
- 藤木孝
- 斉藤チヤ子
- 大友純
- 近衛敏明
- 関弘子
- 佐伯徹
- 直木みつ男
- 扇町京子
- 瞳麗子
- 宗方奈美
- 本郷淳
- 炎加世子
- 西国成男

- 若尾義昭
- 稲吉靖
- 冬木京三
- 森山周一郎
- 館敬介
- 藤江リカ
- 宗近晴巳
- 梶健司
- 北川恵一
- 富田仲次郎
- 神山卓三
- 飯田和平
- 永井玄哉
- 市原清彦
- 小川知子
- 根岸明美
- 成瀬昌彦
- 松下達夫
- 渋沢詩子
- 岩城力也
- 池田忠夫
- 早川純一
- 藤代佳子
- 石橋雅美[7]
- 中島元
- 渚健二
- 青柳三枝子
- 天草四郎

- 野口元夫
- 上野山功一
- 須藤健
- 瀬良明
- 北川国彦
- 柴田秀勝
- 保科三良
- 梅沢昇
- 築地容子
- 福田公子
- 中川弘子
- 友田輝

ほか

## サブタイトルリスト
前述のように、本作は全15話だが、本放送当時実際に放送されたのは以下の13話である。
| 話数 | 放送日         | サブタイトル         | 脚本              | 監督     |
| ---- | -------------- | -------------------- | ----------------- | -------- |
| 1    | 1964年10月27日 | 切り札の7            | 直居欽哉 大藪郁子 | 石川義寛 |
| 2    | 11月3日        | 黒い炎               | 宮川一郎          | 石川義寛 |
| 3    | 11月10日       | 恋と紙幣と銃弾と     | 宮川一郎          | 石川義寛 |
| 4    | 11月17日       | 誘惑の指輪           | 直居欽哉          | 石川義寛 |
| 5    | 11月24日       | 背骨にパンチ         | 宮川一郎          | 石川義寛 |
| 6    | 12月1日        | 危険な恋人           | 松山威            | 石川義寛 |
| 7    | 12月8日        | 後を見るな           | 宮川一郎          | 石川義寛 |
| 8    | 12月15日       | 泥棒作戦             | 宮川一郎          | 石川義寛 |
| 9    | 12月22日       | 湖上にかける橋       | 藤村正太          | 石川義寛 |
| 10   | 12月29日       | 夜の罠               | 松山威            | 石川義寛 |
| 11   | 1965年1月5日   | 赤い醜聞             | 横山保朗          | 山崎大助 |
| 12   | 1月12日        | 踊り出したジョーカー | 宮川一郎          | 石川義寛 |
| 13   | 1月19日        | バラの柩に香水を     | 横山保朗          | 山崎大助 |

以下は本放送当時未放送の2話。
1. 香港から来た女
2. 妖精は死の匂い

2009年と2013年に未放送の2話も含めファミリー劇場で全15話が放送されたが、その際には放送順が入れ替えられ、第4話が本放送時に第4話だった「誘惑の指輪」から本放送時に未放送だった「香港から来た女」に差し替えられ、「誘惑の指輪」は第14話に回され、最終話の第15話に本放送時に未放送だった「妖精は死の匂い」、という順番で放送された。なお、ファミリー劇場での放送以前に、本放送の後に再放送があったか、その際に本放送時未放送だった2話分も含まれたか等の詳しい事はわかっていない。

## スタッフ
- 制作：フジテレビジョン、東北新社
- プロデューサー：金子満（フジテレビ）[9]
- 監督：石川義寛、山崎大助
- 脚本：直居欽哉、大藪郁子、宮川一郎、城山威、藤村正太、横山保朗
- 音楽：宮川泰
- 協力：市ヶ谷スタジオ、フォード